# Atotonilco (Michoacán)
Atotonilco es una localidad del estado mexicano de Michoacán. Es parte del municipio de Contepec.

## Toponimia
El nombre «Atotonilco» proviene de los términos en náhuatl: atl, agua; totonilli, caliente; co, locativo. Su significado es «Lugar de aguas termales».

## Demografía
| Gráfica de evolución demográfica |
|                                  |

| Censo | Población |
| ----- | --------- |
| 1900  | 317       |
| 1910  | 178       |
| 1921  | 150       |
| 1930  | 127       |
| 1940  | 266       |
| 1950  | 294       |
| 1960  | 312       |
| 1970  | 452       |
| 1980  | 606       |
| 1990  | 821       |
| 2000  | 1 133     |
| 2010  | 1 401     |
| 2020  | 1 775     |